# Lycopodiella contexta
Lycopodiella contexta là một loài thực vật có mạch trong Họ Thạch tùng. Loài này được (Mart.) Holub mô tả khoa học đầu tiên năm 1983.